# کارتر دهیون
کارتر دِهِـیوِن (انگلیسی: Carter DeHaven؛ ۵ اکتبر ۱۸۸۶ – ۲۰ ژوئیهٔ ۱۹۷۷) هنرمند ودویل، بازیگر، کارگردان فیلم و نویسنده اهل ایالات متحده آمریکا بود. وی بین سال‌های ۱۹۰۳ تا ۱۹۶۵ میلادی فعالیت می‌کرد.
از فیلم‌هایی که وی در آن نقش داشته‌است، می‌توان به دیکتاتور بزرگ اشاره کرد.